# Stanley Park Stadion
A Stanley Park Stadion (angolul: Stanley Park Stadium) egy tervezett építmény volt a 2000-es években az angol Liverpool FC számára. A stadiont végül a gazdasági válság és a csapat tulajdonosváltása miatt nem építették meg, a vezetőség az Anfield Stadion jövőbeli bővítése és felújítása mellett döntött.
Az építmény további javasolt nevei a New Anfield (Új Anfield) vagy a Liverpool FC Stadion voltak. A liverpooli Anfield kerületben, a Stanley Parkban épült volna meg a stadion, az Anfieldtől alig pár száz méterre.

## A tervek
A létesítményben csapatüzlet, szórakozási center, továbbá konferenciaközpont került volna kialakításra, több mint 1000 férőhelyes parkolóval az odalátogatók számára. A lelátókat eredetileg 60 000 férőhelyesre tervezték, mely további kibővítéssel a 73 000 fő befogadására is alkalmas. A terveken a lelátók az Anfieldhez hasonlóan, hagyományosan négyszögben helyezkednek el.

## Események
2006-ban a Liverpool a kiszemelt földterületet a várossal kötött szerződés alapján 999 évre vette bérbe.
A csapat arra utasította a kivitelezőt, hogy kezdjék meg a Liverpool Városi Tanács által engedélyezett munkálatokat, és az építkezés 2008 nyarán megkezdődött volna, ám gazdasági okokból mégsem láttak hozzá a nagyobb munkához, csupán kisebb előkészületeket tettek.
A csapat társelnöke, George Gillett azt mondta: "Ez egy jelentős mérföldkő a csapat történetében, és elégedett vagyok, hogy a terveket elfogadták és hogy megvan a helyszín.
Az utóbbi hat hónapban keményen dolgoztunk, hogy előrehaladjunk a tervek részleteinek kidolgozásával, de ez az első kézzel fogható bizonyíték a szurkolók számára, hogy az új LFC stadion megépül.
Az épület tervezése egyedi, és az egész világon úgy fogják ismerni, hogy a Liverpool FC Stadion. Lesz benne egy Kop, amely 18 000 szurkolónak ad helyet és reméljük olyan hangos és hangulatos lesz a stadion, mint az Anfield bármely mérkőzés alatt."
Tom Hicks társelnök hozzátette: "Felismerjük a fontosságát egy új stadion felépítésének, melyet a helyi térség szélesebb körű megújulásának a részeként tekintünk.
Ügyeltünk, hogy a tanács a Stanley Parkot átalakítsa és szemmel tartottuk a házak felújíttatását az Anfield/Breckfield területeken. Örülök, hogy a csapat megszerezte az építési engedélyt és az építkezés kezdetével megindulhatnak az újjászülető folyamatok."
2008. augusztus 28-án bejelentették, hogy az építési folyamatok rövidtávon csúszni fognak a világpiaci körülmények miatt. Ez idő alatt azonban haladnak tovább a tervekkel, miszerint a stadion végül 73 000 ember befogadására lesz képes.
Október 12-én egy vasárnapi újság állítása szerint a csapat emberei azon gondolkoznak, hogy az új stadion helyett inkább kibővítenék az Anfieldet. Ezt a klub cáfolta, és kijelentették, hogy a tervek továbbra sem változtak.
A válság miatt azonban a tervek és a munkálatok tovább csúsztak, 2010-ben pedig új tulajdonosa lett a csapatnak John W. Henry személyében. Érkezésével a vezetőség felhagyott a Stanley Parkba tervezett stadion építésével, és helyette felmerült az Anfield bővítése.

## Külső hivatkozások
- Az Anfield megújulása